# Solo für Weiss – Liebeswut
Solo für Weiss – Liebeswut ist ein deutscher Kriminalfilm von Gunnar Fuss aus dem Jahr 2023 mit Anna Maria Mühe als LKA-Zielfahnderin Nora Weiss in der Hauptrolle. Es handelt sich um den achten Solo-für-Weiss-Film.

## Handlung
LKA-Zielfahnderin Nora Weiss fährt nach Dienstschluss nach Hause, als ihr die schwer verletzte Corinna Gerster vor ihr Auto läuft. Sie erzählt ihr, dass sie von einem Unbekannten überfallen worden sei. Weiss verständigt den Krankenwagen. Am nächsten Tag geht sie ihrem kriminalistischen Spürsinn nach und recherchiert zu Corinna Gerster. Dabei stoßen sie und ihr Kollege Ben Salawi auf die Vermisstenanzeige zu Gersters Tochter Annie. Als wenig später Corinnas Ehemann Thomas tot aufgefunden wird, beginnt ein Wettlauf mit der Zeit.

## Produktionsnotizen
Die Dreharbeiten für Solo für Weiss – Liebeswut erstreckten sich vom 17. Januar 2023 bis zum 16. Februar 2023 und fanden an Schauplätzen in Lübeck und Hamburg statt.
In der ZDF Mediathek wurde der Film ab dem 28. Oktober 2023 vorab zur Verfügung gestellt. Die Erstausstrahlung fand am 6. November 2023 im ZDF zur Hauptsendezeit statt.